# Малія (птах)
Ма́лія (Malia grata) — вид горобцеподібних птахів родини кобилочкових (Locustellidae). Ендемік острова Сулавесі в Індонезії. Це єдиний представник монотипового роду Малія (Malia).

## Таксономія

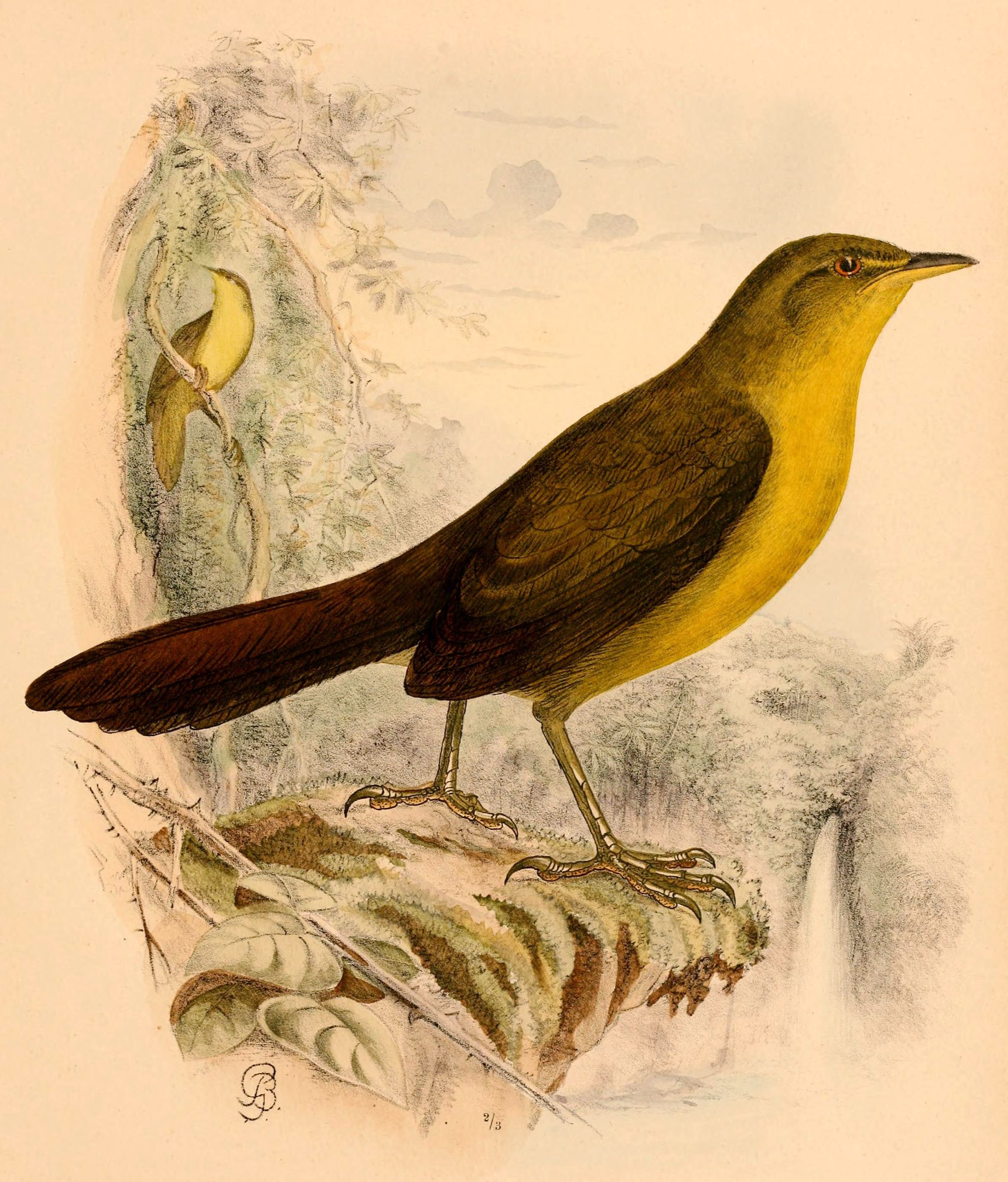
Малія

Таксономічне положення малій довгий час було невизначеним. Різні дослідники відносили їх до бюльбюлевих (Pycnonotidae) або до тимелієвих (Timaliidae). Дослідження, опубліковане в 2012 році показало, що малія не належить до тимелієвих. В цьому ж році вийшло дослідження, яке показало, що малії є нетиповими представниками родини кобилочкових (Locustellidae).

## Підвиди
Виділяють три підвиди:
- M. g. recondita Meyer, AB & Wiglesworth, 1894 — північ Сулавесі;
- M. g. stresemanni Meise, 1931 — центр і південний схід Сулавесі;
- M. g. grata Schlegel, 1880 — південний захід Сулавесі.

## Поширення і екологія
Малії є ендеміками Сулавесі. Вони живуть у вологих гірських тропічних лісах. Зустрічаються поодинці, парами або невеликими зграйками від 3 до 7 птахів. Живляться комахами.